# Raimbaut de Vaqueiras
Raimbaut de Vaqueiras (italsky Rambaldo di Vaqueiras, datum narození není známo, známý začal být cca 1180, zemřel snad 4. září 1207) byl provensálský trubadúr a později rytíř. Před rokem 1203 pobýval převážně na nejrůznějších jihoevropských dvorech, v roce 1203 se přidal ke čtvrté křížové výpravě.
Jak naznačuje už jméno, pocházel z Vacqueyras poblíž Orange v dnešním departmentu Vaucluse ve Francii. Většinu života strávil jako dvorní básník a osobní přítel Bonifáce z Montferratu, účastnil se s ním bojů proti vesnicím Asti a Alessandria. Sám Raimbaut tvrdil, že rytířský titul získal za to, že svým štítem Bonifáce z Montferratu chránil v bitvě u Messiny, když se spolu s Jindřichem VI. zúčastnili invaze na Sicílii. Byl účasten získání Konstantinopole v roce 1204 a doprovázel Bonifáce do Soluně, kde Bonifác založil Soluňské království. Jeho díla z té doby, především veršovaný epický dopis s incipitem Valen marques, senher de Monferrat (Statečný markýzi, pane z Monferratu), jsou důležitým svědectvím o raných letech Latinského císařství, pak ale náhle přestává psát. Předpokládá se, že zemřel spolu s Bonifácem z Montferratu 4. září 1207, kdy jeho pán padl do bulharské léčky.
Jediné kritické vydání jeho děl zahrnuje 33 dochovaných písní, jen k osmi existuje melodie. Užíval mnoho literárních forem, například básně, z nichž je každá sloka v jiném jazyce (v pěti jazycích), písně ve formě canso, tenzóny a alba. Melodie k jeho písni Kalenda Maia se považuje za jednu z nejlepších trubadúrských melodií (k dispozici na ), přestože sám autor uvádí, že si ji vypůjčil ze dvou starších skladeb.